# Rinnanbanden
Rinnanbanden er det norske navn for Gestapo-afdelingen Sonderabteilung Lola (= specialafdeling Lola) i Norge med hovedkvarter i Trøndelag med landsforræderen Henry Oliver Rinnan (1915-1947) som anfører. Afdelingen havde i alt omkring 50 medlemmer. De mest kendte var Rinnan, Charles Dolmen, Arild Hjulstad Ostby, Ivar Grande og Kitty Grande.
Med tilknytning til det tyske sikkerhedspoliti i Trondheim byggede Rinnan en organisation op, der til sidst talte mere end 60 medlemmer. Fra sin base i Jonsvannsveien 46  i Trondheim (kaldet "Bandeklosteret" af medlemmerne) arbejdede afdelingen for den tyske besættelsesmagt. Deres arbejdsmetode var at infiltrere modstandsbevægelsen ved at udgive sig for at være modstandsfolk. Omkring 1.000 aktive modstandsfolk, særlig fra kystbygderne fra Sunnmøre og længere mod nord, blev arresteret som følge af Rinnan-bandens provokatørvirksomhed. Flere hundrede blev tortureret; mere end 80 blev dræbt. Flere medlemmer af Lola var aktive torturbødler; især var Rinnan berygtet. 

## Retsopgøret
Under retsopgøret i Norge efter 2. verdenskrig foregik retssagen mod Rinnanbanden i 1946. Rinnan blev dømt for 13 mord og henrettet. 11 af hans hjælpere blev dødsdømt, men to af dem blev benådet. Som den første blev Hans Egeberg fra Oslo henrettet på Kristiansten fæstning 4. oktober 1945. Egeberg (f. 1912) var uddannet modist i Paris, men drømte om at blive akrobat. Efter det tyske angreb på Sovjetunionen i 1941 meldte han sig til Den norske legion. I Trondheim i oktober 1944 kom han i kontakt med Rinnans agent, den enlige mor Solveig Kleve,  som han snart blev forlovet med. Som medlem af Lola til maj 1945 gjorde han sig skyldig i grov tortur; til folks forundring blev han kun idømt livsvarigt fængsel i august 1945. Højesteret skærpede straffen til dødsdom. 
Kitty Grande blev idømt 20 år. Hun var aktiv agent i 1942, men Rinnan og Sicherheitsdienst var så utilfredse med hende, at de i december 1942 lod hende arrestere. I februar 1943 blev hun sendt til Ravensbrück som Nacht und Nebel-fange. Hun blev dog løsladt, efter at hendes fireårige søn Vidar omkom i en ulykke 1. august 1943. Hun giftede sig med Rinnanbande-medlemmet Ivar Grande i 1944 og var gravid, da han blev likvideret i Ålesund. Efter krigen flyttede hun til Sverige og giftede sig med en franskmand.